# Kvalifikace na Letní olympijské hry 2008

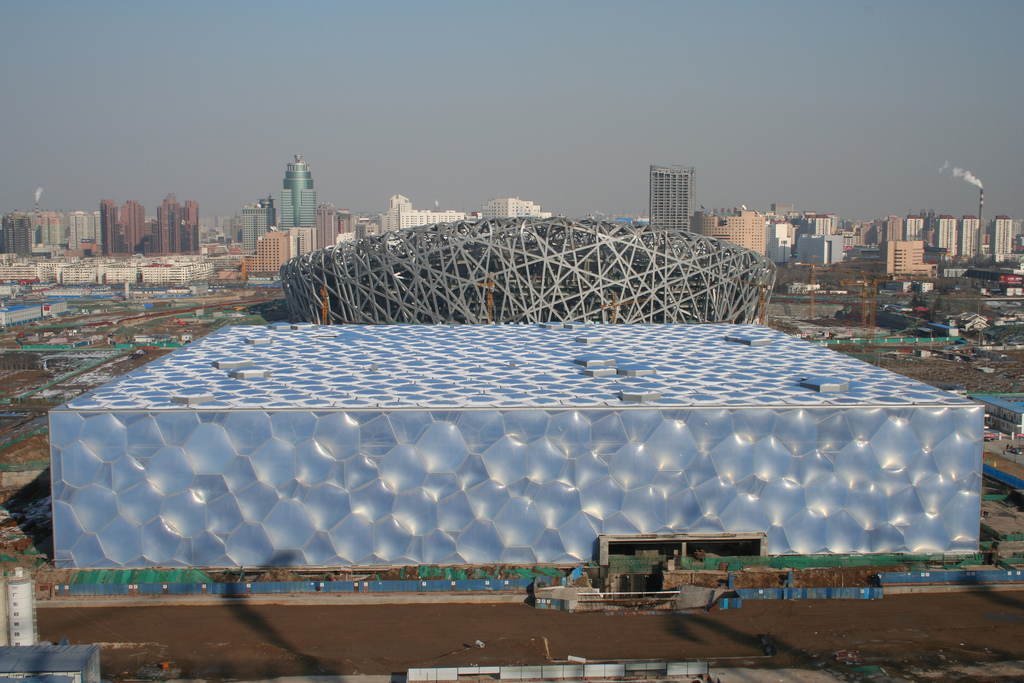
Olympijský stadion v Pekingu v pozadí za Národním plaveckým střediskem, dějiště olympijských her 2008.

Kvalifikace na Letní olympijské hry 2008 v Pekingu probíhala podle pravidel určených v součinnosti Mezinárodního olympijského výboru a mezinárodních sportovních federací.

## Kvalifikační kritéria
Kvalifikační kritéria si stanovila příslušná sportovní federace tak, aby vyhověla počtu účastnických míst přidělenému jednotlivým sportům Mezinárodním olympijským výborem.
Většina sportů volila mezi kvalifikačními soutěžemi nebo využitím dlouhodobého žebříčku, někdy v kombinaci obou. Sporty, v nichž o vítězi rozhodují exaktně měřitelné výkony (atletika, plavání) vypisovaly kvalifikační limity, jejichž splnění zaručilo účast na hrách. V některých případech se používaly i tzv. divoké karty, jejichž rozdělováním bylo zajištěno pestřejší zastoupení zemí.
Úspěch sportovce nebo týmu mohl zajistit účast jemu samotnému („místo na jméno“) nebo jeho zemi („místo pro zemi“). U sportů, kde platily kvalifikační limity, byla kvalifikace výhradně „na jméno“.

## Sporty

### Atletika
IAAF vypsala kvalifikační limity podle jednotlivých disciplín. Země mohla vyslat až tři atlety, pokud všichni splnili limit A, pouze jednoho, pokud splnil aspoň limit B. Jiná pravidla se týkala závodů štafet. Jestliže země neměla ani jednoho atleta s limitem B, mohla vyslat jednoho muže a jednu ženu do libovolné disciplíny s výjimkou běhů na 10 000 metrů nebo 3 000 metrů překážek a vícebojů.
Kvalifikační limity bylo možné plnit jen na schválených soutěžích od 1. ledna 2007 do 23. července 2008 (pro maraton, závody v chůzi, desetiboj a sedmiboj už od 1. září 2006).

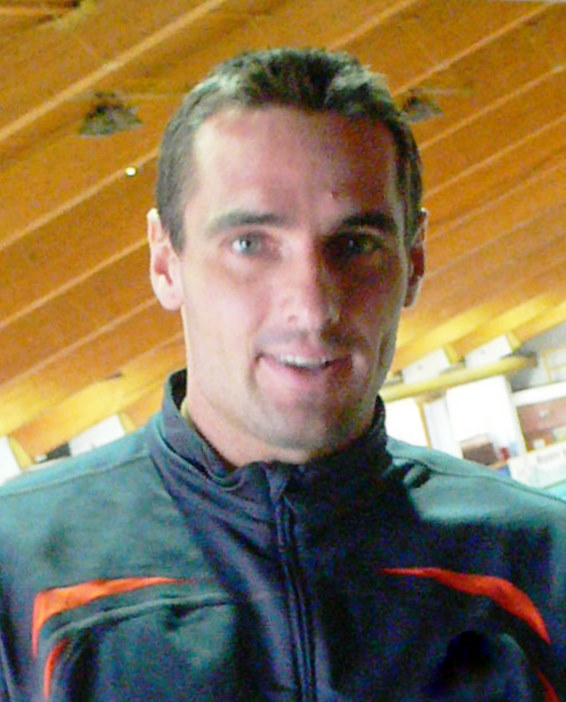
Roman Šebrle, jeden z českých atletů, kteří splnili kvalifikační limity IAAF na olympijské hry do Pekingu.

Český atletický svaz jako obvykle vypsal přísnější limit B (tzv. limit ČAS) pro účast jednoho atleta. Atletický svaz zároveň určil, že bude uznávat pouze limity splněné po 1. lednu 2008 (s výjimkou maratonu, chůze a štafet). Šestnáct českých atletů, kteří měli splněný limit A z roku 2007, tak muselo svůj výsledek ještě potvrdit v příštím roce. První limity tak v českém podání padly na Hustopečské laťce 19. ledna, kdy se kvalifikovali výškaři Iva Straková (limit A) a Svatoslav Ton (limit ČAS).

### Badminton
V badmintonu se rozdělovala místa pro 64 hráčů v každé dvouhře a 16 párů ve čtyřhrách. O postupujících se rozhodlo podle světového žebříčku mezinárodní federace ke dni 1. května 2008, k dispozici bylo i několik divokých karet. Od začátku kvalifikačního období měl velkou šanci na olympijskou účast ve dvouhře mužů Petr Koukal, který se pohyboval okolo 40. místa na světě. Své umístění také nakonec v rozhodujícím vydání žebříčku udržel a navázal tak na jedinou účast českého badmintonisty v Barceloně (Tomáš Mendrek). Po celou dobu kvalifikace se na hraně postupu pohybovala i talentovaná Kristína Ludíková a žebříček k 1. květnu jí přisoudil poslední postupové místo.

### Baseball
Turnaje se zúčastnilo osm družstev – pořadatelská Čína, dvě země z americké kvalifikace (USA a Kuba), mistr Evropy Nizozemsko, mistr Asie Japonsko a tři týmy ze závěrečného světového kvalifikačního turnaje na přelomu března a dubna 2008 na Tchaj-wanu. Česká republika se nekvalifikovala ani na tento turnaj.

### Basketbal
Ženského i mužského turnaje se zúčastnilo 12 družstev. Kvalifikační systém byl pro obě soutěže podobný, kromě pořadatelské země postoupili mistři světa z roku 2006 (muži Španělska a ženy Austrálie), vybrané úspěšné týmy z kontinentálních šampionátů a potřebný počet doplnil závěrečný kvalifikační turnaj v červnu a červenci 2008. České ženy se kvalifikovaly na olympijské hry z kvalifikačního turnaje v Madridu po výhrách nad Argentinou, Angolou a Japonskem.

### Box
S výjimkou nejtěžších kategorií (těžké do 91 kilogramů a supertěžké nad 91 kilogramů) startovalo v každé 28 boxerů, v nejtěžších jen 16. Kvalifikační systém se pro jednotlivé kategorie nelišil, různil se jen podle počtu postupujících z jednotlivých částí kvalifikace. Z mistrovství světa v boxu 2007 na přelomu října a listopadu v Chicagu postoupili čtvrtfinalisté (pouze semifinalisté ve dvou nejtěžších kategoriích), další postupující určily speciální kvalifikační turnaje v roce 2008. V každé kategorii mohl startovat jen jeden boxer z každé země.
Čeští boxeři neuspěli na mistrovství světa, ani na žádném z kvalifikačních turnajů (v Pescaře a Aténách), a tak Česká republika neměla v tomto sportu na olympijských hrách zastoupení.

### Cyklistika

#### Dráhová cyklistika
Kvalifikace byla zajištěna pro mistry světa ze světového šampionátu 2007 v Kapském Městě a 2008 v Manchesteru a rovněž pro vítěze světového poháru 2008. Další místa byla rozdělována podle světového žebříčku ke 30. březnu 2008 a postupující v některých vybraných disciplínách mohli startovat i v jiných (kupř. každý postupující celek v olympijském týmovém sprintu mohl jednoho svého člena nominovat do sprintu či keirinu). S výjimkou týmových soutěží a bodovacího závodu směli každou zemi reprezentovat dva cyklisté.
Z mistrovství světa v Manchesteru se první kvalifikovala 12. místem ve stíhacím závodu Lada Kozlíková a nastoupila i v bodovacím závodu. Olympijských her se zúčastnila i dvojice pro bodovací závod dvojic, tzv. madison, z níž jeden člen mohl nastoupit i do bodovačky jednotlivců. Dodatečně byla ohlášena i kvalifikace českého sprinterského tria, k čemuž dospěla mezinárodní federace až přepočtem výsledků. Díky tomu se jeden z naší sprinterské trojice mohl představit i ve sprintu jednotlivců a keirinu.

#### Silniční cyklistika
Pro silniční závody bylo rozhodující pořadí zemí v žebříčcích UCI. V silničním závodě mohlo postavit pětičlenné družstvo mužů deset nejsilnějších zemí UCI ProTour, další země nastoupily ve slabším složení až po jednotlivce. Pro časovku jednotlivců se kombinovalo hodnocení zemí ve světovém žebříčku s výsledky mistrovství světa 2007 ve Stuttgartu, odkud postoupilo prvních 15 mužů a 10 žen. Tereza Huříková se stala první nepostupující závodnicí v časovce žen. Světové žebříčky mužů byly uzavřeny 15. října 2007, žebříčky žen 1. června 2008.
Na základě žebříčku ProTour získala Česká republika právo vyslat do Pekingu dva muže do závodu s hromadným startem, v časovce jednotlivců scházela.

#### Závody horských kol
Osm míst pro muže a čtyři pro ženy (z celkového počtu 50 mužů a 30 žen) bylo rozděleno podle kontinentálních šampionátů (bez mistrovství Evropy). Zbylá místa získaly země podle světového žebříčku zemí k 31. prosinci 2007. Jedna země mohla získat až tři místa pro závod mužů a dvě pro závod žen, České republice se ale podařilo zajistit si pouze jedno místo v každém závodě. Žádost o divokou kartu pro případnou druhou českou ženu zaslal Český svaz cyklistiky až po termínu, což vzbudilo vlnu nevole. V klání dvou nejlepších českých závodnic si účast zajistila Tereza Huříková.

#### Bikros

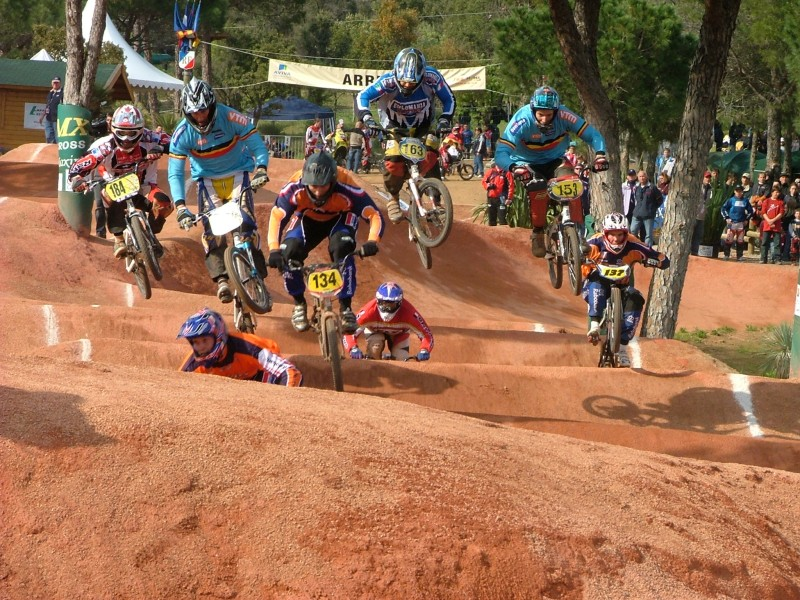
Bikros je nová olympijská disciplína, v níž bude startovat 16 žen a 32 mužů.

Do nové olympijské disciplíny bikrosu se kvalifikovali cyklisté znovu podle světového žebříčku zemí (k 31. květnu 2008) a z mistrovství světa 2008 probíhajícího ve stejném termínu na Tchaj-wanu. Jedna země mohla vyslat maximálně tři muže a dvě ženy.
Konečné znění nominace Českého svazu cyklistiky je dostupné na jeho webu.

### Džudo
S výjimkou mistrovství světa 2007 v Riu, ze kterého na olympijské hry postupovalo šest nejlepších mužů i žen v každé kategorii, probíhala kvalifikace systémem většího počtu velkých mezinárodních turnajů, v nichž se výsledky bodovaly a určitý počet džudistů postoupil podle dosažených bodů na každém kontinentu. Pro Evropu bylo takto vyčleněno devět míst pro muže a pět pro ženy v každé kategorii. Dalších 20 džudistů nebo džudistek dostalo ještě divokou kartu. Každá země měla možnost vyslat maximálně jednoho zástupce do každé kategorie. Z mistrovství světa získalo nejvíce účastnických míst – osm – Japonsko. Už před mistrovstvím Evropy se kvalifikoval český džudista Jaromír Ježek a na evropském šampionátu ho ještě doplnil Pavel Petřikov.

### Fotbal
Pro fotbalové soutěže, kterých se zúčastnilo 16 mužských a 12 ženských družstev, se obvykle vypisuje samostatná kvalifikace. V Evropě se ale v případě mužů koná souběžně s kvalifikací a finálovým turnajem Mistrovství Evropy ve fotbale hráčů do 21 let, ze kterého se v roce 2007 v Nizozemsku kvalifikovaly týmy Nizozemska, Srbska, Belgie a Itálie, zatímco český tým zůstal ve finálovém turnaji před branami postupu. V případě fotbalu žen naopak UEFA využila k určení postupujících finálového turnaje mistrovství světa žen 2007 v Číně, kde česká reprezentace nestartovala.

### Gymnastika

#### Moderní gymnastika
Postup na olympijské hry si zajistilo jen 20 nejlepších moderních gymnastek z mistrovství světa v moderní gymnastice 2007 v Patrasu a odtud i 10 nejlepších společných skladeb. Další čtyři místa pro jednotlivkyně a dvě pro skladby připadla držitelkám divokých karet. České závodnice se do Pekingu nekvalifikovaly.

#### Skoky na trampolíně
Osm finalistů a pět nejlepších z kvalifikace (z dosud nekvalifikovaných zemí) postoupilo do soutěží ve skocích na trampolíně na olympijské hry z mistrovství světa v kanadském Quebeku. Mezinárodní gymnastická federace k tomu připojila dvě divoké karty, další jedno místo naplnila po konzultacích s Mezinárodním olympijským výborem a Asociací národních olymp. výborů.
Lenka Popkin byla po rozdělení 15 z 16 míst v kategorii žen zásluhou výsledku z mistrovství světa první náhradnicí, to jí ale automaticky nezajišťovalo kvalifikaci jako šestnácté - FIG a MOV mohly o tomto místě rozhodnout podle jiných kritérií. V březnu ale tripartita žádnou divokou kartu neudělila a Lence Popkin postup připadl na základě jejího výsledku z mistrovství světa.

#### Sportovní gymnastika
Jedinou kvalifikační soutěží pro sportovní gymnasty bylo mistrovství světa ve sportovní gymnastice 2007 ve Stuttgartu. Postup si zajistilo 12 nejlepších týmů mužů a žen, další účastníci podle výsledků týmů (na zemi) i jednotlivců (na jméno), celkem do kvóty 98 mužů a 98 žen (s užitím několika divokých karet). Česká gymnastika získala dvě účastnická místa – mezi ženami „na zemi“, mezi muži pro Martina Konečného.

### Házená
Přestože Mezinárodní federace házené zajistila ve svém klíči účast na olympijských hrách mistrům světa a kontinentálním šampionům, celou polovinu účastníků ze 12 startujících týmů určily až tři speciální dodatečné kvalifikační turnaje na přelomu května a června 2008.
České ženy šanci postoupit na olympijské hry ztratily záhy, muži svou poslední šanci propásli na lednovém mistrovství Evropy v Norsku, kde vypadli v základní skupině; postup si zajistili noví šampioni z Dánska a tým mistrů světa z roku 2007, Německo.

### Jachtink
Na olympijských hrách v Pekingu se závodilo v 11 třídách. Ve všech byl kvalifikační systém stejný – maximálně jedna loď z každé země (pořadatelská Čína měla účast zajištěnou) si mohla vybojovat kvalifikaci na společném mistrovství světa pro všechny třídy v portugalském Cascaisi v červenci 2007 (celkem od 10 do 29 lodí), menší počet míst (od čtyř do 10) se dorozdal na dalších jednotlivých světových šampionátech na různých místech od ledna do března 2008.
Z České republiky si už v Cascaisi vybojovali postup Martin Trčka ve třídě Laser a Michael Maier ve třídě Finn. Na mistrovství světa ve své třídě 470 v Austrálii se v lednu 2008 kvalifikovala i stříbrná medailistka z olympiády v Aténách Lenka Šmídová s novou partnerkou Lenkou Mrzílkovou.

### Jezdectví

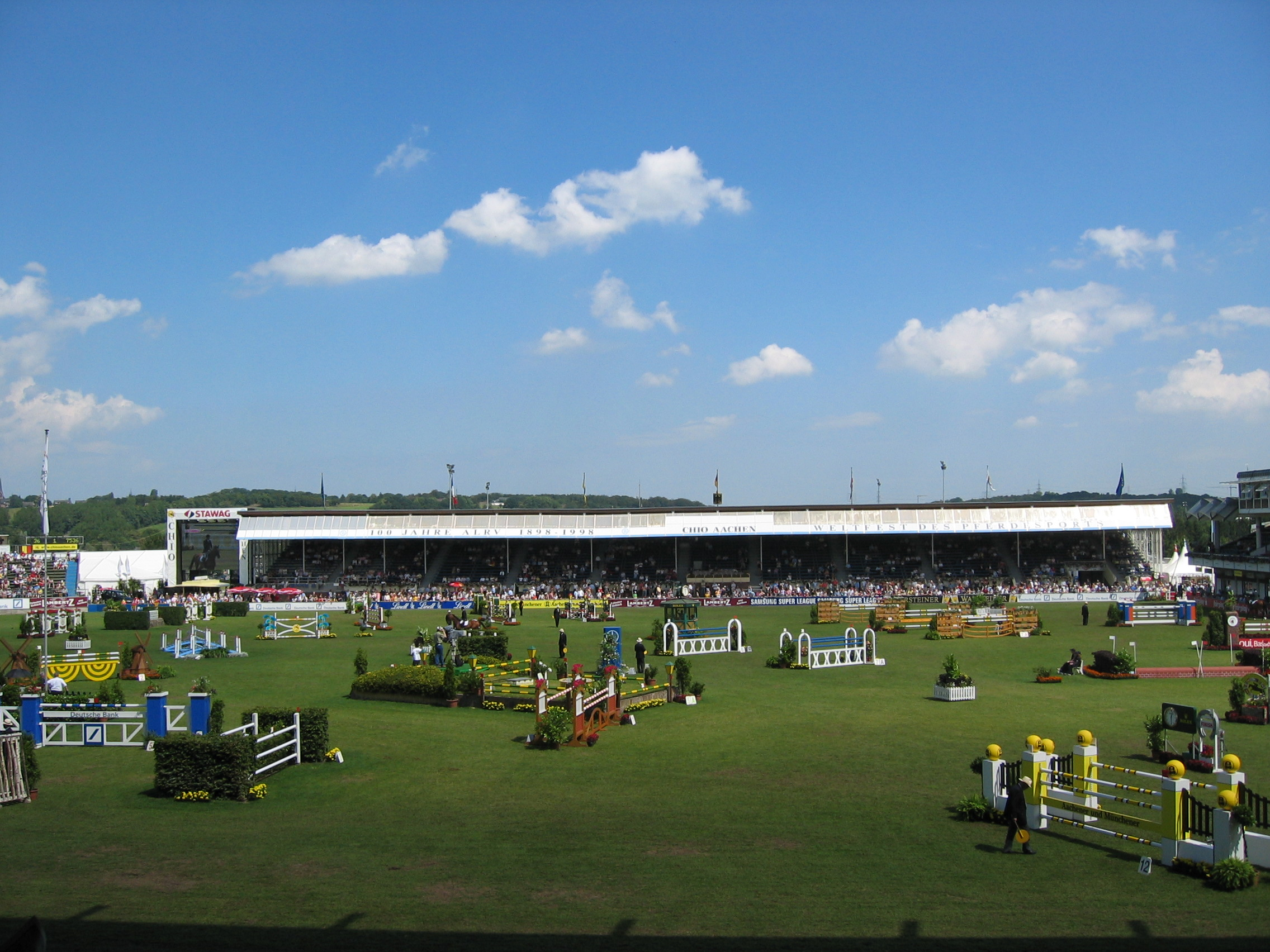
Jezdecký stadion v Cáchách byl dějištěm Světových jezdeckých her 2006, které byly první olympijskou kvalifikací pro jezdectví.

Kvalifikace v jezdectví byla několikastupňová. První možností byly Světové jezdecké hry v Cáchách v roce 2006, následovaly kontinentální šampionáty v jednotlivých disciplínách v roce 2007 a poslední šancí byl olympijský kvalifikační žebříček mezinárodní jezdecké federace k 1. květnu 2008. Kvalifikační klíč zohlednil rozložení účastníků podle regionů (tzv. regionálních skupin). Žádný český reprezentant se nekvalifikoval, ale Jaroslav Hatla, účastník předchozí olympiády v Aténách byl pro soutěž v jezdecké všestrannosti prvním náhradníkem a 3. června byl informován o tom, že se pro něj uvolnilo jedno účastnické místo. Kvalifikoval se s klisnou českého chovu Karlou.

### Kanoistika
Místa v kvalifikaci v kanoistických disciplínách platila „pro zemi“, nikoli „na jméno“.

#### Rychlostní kanoistika
První příležitostí kvalifikovat se do Pekingu bylo mistrovství světa v rychlostní kanoistice 2007 v Duisburgu. Další kvalifikační soutěže proběhly v rámci kontinentálních šampionátů, pro Evropu v polovině května 2008 v Miláně. Dodatečně mezinárodní federace rozdělila místa, která uvolnil případný start jedné posádky na více tratích. V každé disciplíně mohla startovat maximálně jedna loď z jedné země.
Z mistrovství světa se žádná česká loď nekvalifikovala. Na mistrovství Evropy neuspěl na deblkanoi s Jiřím Hellerem dvojnásobný olympijský vítěz Martin Doktor, což ukončilo jeho kariéru. Lépe dopadla několikanásobná mistryně světa ve sjezdu na divoké vodě Michala Mrůzková, která v deblkajaku s Blahovou vytvořila jediné české zastoupení v této disciplíně v Pekingu.

#### Vodní slalom
Postup na olympijské hry si lodě zajistily z mistrovství světa v Brazílii (6 až 15 posádek podle kategorie, září 2007) nebo si je vybojovaly na následujících kontinentálních šampionátech (z ME v Krakově nejlepší dvě lodě v každé disciplíně). K dispozici byly i dvě divoké karty. Každá země mohla vyslat tentokrát pouze jedinou loď.
Česká republika kvótu čtyř lodí do čtyř disciplín naplnila hned na mistrovství světa. V národní kvalifikaci si konkrétní nominaci zajistili Vavřinec Hradílek, Štěpánka Hilgertová, Stanislav Ježek a deblkanoe Jaroslav Volf a Ondřej Štěpánek.

### Lukostřelba
Soutěží v lukostřelbě se účastnilo 64 mužů a 64 žen, maximálně tři muži a tři ženy z jedné země. Splnění kvalifikačního kritéria získalo účastnické místo pro zemi. Kvalifikační soutěží bylo mistrovství světa v lukostřelbě 2007, následovaly ještě kontinentální kvalifikační turnaje v roce 2008, pro Evropu v rámci mistrovství Evropy ve Vittelu ve Francii, a závěrečný světový kvalifikační turnaj ve francouzském Boé. Tam se na poslední chvíli kvalifikovala Češka Barbora Horáčková a její kolega Milan Andreas. Po 28 letech tak znovu česká lukostřelba získala olympijskou účast. Andreas ale nakonec z výběru vypadl kvůli pozitivnímu testu na marihuanu.

### Moderní pětiboj
Celkem 36 míst v soutěži mužů i žen bylo obsazeno na základě několikastupňové kvalifikace zahrnující mistrovství světa 2007 v Berlíně, kontinentální šampionáty 2007 (včetně ME v Rize), finále světového poháru 2007 v Pekingu a mistrovství světa 2008. Sedm míst bylo rozděleno podle světového žebříčku plus další místa, která se uvolnila v případě, že se některý z pětibojařů kvalifikoval z více různých soutěží.
Kvalifikace byla „na jméno“, ale země, v níž kvalifikační kritéria splnilo více sportovců než tři, mohla vybírat sama, koho nominuje. Na mistrovství Evropy v Rize se 10. místem kvalifikoval Čech David Svoboda, podle světového žebříčku postoupil Libor Capalini a na základě světového žebříčku se kvalifikovala Lucie Grolichová.

### Plavání
Od 15. března 2007 do 15. července 2008 mohli plavci plnit kvalifikační limity pro účast na olympijských hrách. Limity bylo možné splnit pouze na kontinentálních šampionátech, národních olympijských kvalifikacích (národních mistrovstvích) a na oficiálních mítincích FINA. Každá země mohla vyslat jednoho plavce, pokud splnil aspoň limit B, nebo dva plavce, jestliže oba splnili náročnější limit A. V případě, že země neměla ani jednoho plavce se splněným limitem, mohla poslat jednoho muže a jednu ženu, pokud se zúčastnili mistrovství světa 2007.

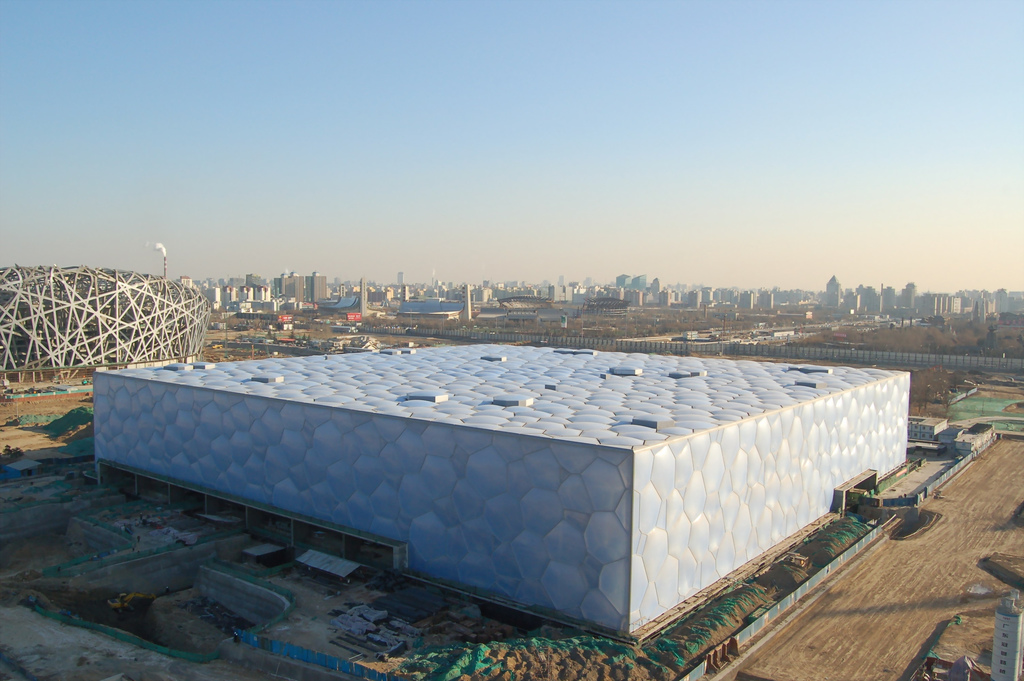
Pekingské národní plavecké středisko, dějiště plaveckých soutěží LOH 2008

Do závodů štafet se kvalifikovalo 12 nejlepších týmů na každé trati z mistrovství světa v plaveckých sportech 2007 v Melbourne, další čtyři doplnila podle výsledků z kvalifikačního období Mezinárodní plavecká federace FINA.
Český svaz plaveckých sportů vypsal místo slabších B limitů vlastní přísnější limity jako národní podmínku pro účast jednoho plavce v disciplíně na olympijských hrách, případně mohla udělit plavci s limitem B FINA divokou kartu. K 20. září 2007 splnili pouze tři čeští plavci limity ČSPS. Po plavcích, kteří splnili limity, navíc vyžadovala potvrzení formy na mistrovství republiky.
Poprvé se konaly na olympijských hrách soutěže ve vytrvalostním plavání na 10 kilometrů. Závodu mužů i žen se účastnilo 25 plavců, deset z nich postoupilo z mistrovství světa 2008 (začátek května v Seville), dále se zúčastnili vítězové jednotlivých kontinentálních šampionátů a z olympijské kvalifikace, která proběhla od 31. května do 1. června 2008 v Pekingu. Jedna země mohla maximálně vyslat do každého olympijského závodu dva plavce. V Seville se do Pekingu kvalifikovala Jana Pechanová, v Pekingu Rostislav Vítek.

### Pozemní hokej
V turnajích v pozemním hokeji startovalo dvanáct týmů žen a mužů. Kromě pořádající Číny si musela družstva vybojovat postup na kontinentálních šampionátech, jména těchto postupujících byla známa 13. září 2007. Zbývající tři týmy do každé soutěže vzešly z trojice kvalifikačních turnajů pro muže i ženy. Česká republika se kvalifikovala do dodatečné kvalifikace mužů, jejíž turnaje proběhly na programu od února do dubna 2008 v novozélandském Aucklandu, chilském Santiagu de Chile a japonské Kakamigahaře, kde ale neuspěla.

### Skoky do vody
Kvalifikačními soutěžemi pro účast na olympijských hrách byly mistrovství světa v plaveckých sportech 2007, které proběhlo v Melbourne v březnu, a světový pohár v Pekingu v únoru 2008. Každá země si mohla vybojovat místo maximálně pro dva své jednotlivce a jednu synchronní dvojici.

### Softbal
Turnaje v softbalu se zúčastnilo osm družstev. Kromě pořadatelské Číny si čtyři týmy zajistily postup z mistrovství světa 2006 (USA, Japonsko, Austrálie a Kanada), další tři přibyly v od jara do léta 2007 na regionálních kvalifikačních turnajích, které vyhrály Nizozemsko, Tchaj-wan a Venezuela. České hráčky skončily v euro-africkém kvalifikačním turnaji třetí.

### Sportovní střelba
Účast na olympijských hrách byla umožněna střelcům, kteří si ji vybojovali v závodech světového poháru, mistrovstvích světa či kontinentálních šampionátech. Ve většině případů se v jedné disciplíně udělovalo jedno jediné místo pro dosud nekvalifikovaného střelce. Země se mohla kvalifikovat v jedné disciplíně jen dvakrát, jeden střelec, i když startuje ve více disciplínách, jen jednou. Všechna kvalifikační místa (ve střeleckém slangu označovaná „kvóta-plac“ z anglického „quota place“) byla vypsána pro zemi, nikoli na jméno střelce. Na olympijských hrách pak mohl startovat kdokoli z kvalifikovaných i v jiné příbuzné disciplíně, maximálně ale dva střelci z jedné země.
Z České republiky se kvalifikovalo 13 střelců.

### Stolní tenis
Do soutěží jednotlivců se kvalifikovalo 64 mužů a 64 žen, maximálně tři z jedné země v každé kategorii, kteří také mohli vytvořit dvojice do čtyřher. Kvalifikační systém v ping-pongu zahrnoval několik možností pro všechny hráče. Prvními kvalifikačními turnaji byly Africké hry v Alžíru a Panamerické hry v Riu. V lednu 2008 uzavřela Mezinárodní federace stolního tenisu světové žebříčky a nominovala dvacet nejlepších mužů a žen. Poté následovala série regionálních kvalifikačních turnajů, pro Evropu se konal v Nantes v dubnu 2008 a postoupilo z něho jedenáct mužů a jedenáct žen. Zbyl ještě světový kvalifikační turnaj, z něhož se kvalifikovali poslední hráči a hráčky. Tripartitní komise udělila jednu divokou kartu pro Aguirreho z Paraguaye a Tommyovou z Vanuatu.
Do soutěže tříčlenných družstev postoupilo 16 týmů mužů a žen. Kvalifikace byla uzavřena až po posledním světovém kvalifikačním turnaji, kvalifikovala se automaticky Čína a postupně si zajistily účast týmy s třemi hráči, dvěma hráči a dál až do šestnáctého postupujícího státu.
Český reprezentant Petr Korbel o dvě místa propásl přímý postup podle světového žebříčku. Plnou kvótu čtyř hráčů (dvou mužů a dvou žen) si podle žebříčku zajistily pouze Čína, Německo, Singapur a Hongkong. V evropském kvalifikačním turnaji Češi neuspěli, ze světového si postup zajistili jen Korbel a Dana Hadačová.

### Synchronizované plavání
Naprostá většina účastnic soutěží akvabel byla určena až v roce 2008. Nejdříve se kvalifikoval pořádající tým Číny, mistryně Evropy z Ruska a vítězky Panamerických her z USA. Tyto země mohly postavit i jeden pár do závodu dvojic. Do soutěže družstev dále postoupily nejlepší týmy z afrického a oceánského šampionátu a tři týmy kvalifikované z olympijského kvalifikačního závodu v Pekingu v dubnu 2008. I tyto země měly právo vyslat ještě jednu dvojici, dalších 16 dvojic si vybojovalo účast rovněž z pekingské kvalifikace. Mezi nimi se prosadila také česká dvojice Soňa Bernardová a Alžběta Dufková.

### Šerm
První cestou do olympijské soutěže bylo umístění ve světovém žebříčku k 31. březnu 2008 – podle zemí i podle jednotlivců, a to s přihlédnutím k zastoupení všech kontinentů. Pro nekvalifikované byly uspořádány regionální kvalifikační turnaje. Z Evropy se mohly kvalifikovat týmy do 4. místa ve světovém žebříčku zemí a další jedna evropská země mimo tuto kvótu, tři nejlepší nekvalifikovaní šermíři celosvětově a další dva z Evropy mimo tuto kvótu. Nejblíž ke kvalifikaci ze světových žebříčků se dostal český kordista Jiří Beran (pátý nepostupující Evropan za třemi Švýcary, kteří už vyčerpali kvótu, a nejlepším Němcem). Z dodatečného kvalifikačního turnaje postupovali v každé disciplíně jen dva další šermíři, ale Beran si na domácí půdě v Praze kvalifikaci vybojovat nedokázal.

### Taekwondo
Celkem 62 mužů a 62 žen se zúčastnilo olympijské soutěže, každá země mohla vyslat dva muže a dvě ženy, a to do různých kategorií. První kvalifikační turnaj byl celosvětový a v září 2007 se konal v Manchesteru (postoupili první tři z každé ze čtyř kategorií mužů i žen), následující byly kontinentální. Evropský proběhl v Istanbulu v lednu 2008 (znovu tři postupující z každé kategorie). Další čtyři divoké karty bez ohledu na kategorii a pohlaví udělovala tripartita. Česká republika se kvalifikací nezúčastnila.

### Tenis
Kvalifikace proběhla podle světového žebříčku ATP a WTA k 9. červnu 2008. Právo startu ve dvouhře mělo 48 mužů a 48 žen z redukovaného pořadí (maximálně 4 z jedné země v každé kategorii). Další doplnění do počtu 64 ve dvouhrách bylo provedeno s ohledem na zastoupení všech kontinentů a co největšího počtu zemí. Do čtyřhry mohla každá země vyslat maximálně dva páry mužů a dva páry žen, přičemž právo startu měli hráči kvalifikovaní do dvouher i specialisté na čtyřhry, celá reprezentace ale nemohla z jedné země překročit šest žen nebo šest mužů. Pro všechny tenisty je vyhrazena kvóta maximálně 172 hráčů.
Česká republika na základě žebříčků obdržela právo startu pro devět hráčů, Květa Peschke svůj start odmítla, Český tenisový svaz místo ní do čtyřhry zažádal o divokou kartu pro Petru Kvitovou.

### Triatlon
Do konce roku 2007 se kvalifikovalo jen pět mužů a pět žen z kontinentálních závodů, které měly pečeť olympijské kvalifikace (včetně mistrovství Evropy 2007 v Kodani, kde zvítězili Javier Gomez ze Španělska a Vanessa Fernandesová z Portugalska). Jistou účast v každé kategorii měla také pořadatelská Čína. Na konci ledna 2008 byly uděleny dvě divoké karty pro muže a dvě pro ženy. Zbylých 48 účastníků bylo oznámeno naráz 15. června 2008, kdy se kvalifikovali tři nejlepší z mistrovství světa ve Vancouveru, dalších 39 v redukovaném pořadí ze světového žebříčku a pak nejlepší jednotlivec a jednotlivkyně z jedné země každého kontinentu, která dosud neměla zastoupení. Redukce pořadí ze světového žebříčku byla provedena tak, že pouze osm nejlepších zemí mohlo mít trojnásobné zastoupení v jedné kategorii, další maximálně dvojnásobné. Podle informací Českého svazu triatlonu si postup zajistili tři čeští reprezentanti.

### Veslování
Pouze jednu loď do každé disciplíny mohla nominovat každá země. Kvalifikaci bylo možné splnit poprvé na mistrovství světa ve veslování v Mnichově, z něhož postupovalo od sedmi do 11 lodí v jednotlivých kategoriích. Druhou a poslední šancí byly kontinentální kvalifikace. Závěrečná evropská kvalifikace se měla konat v Luzernu, ale byla přesunuta na červen 2008 do Poznaně.
Na mistrovství světa v Mnichově se již kvalifikovalo pět českých posádek, na dodatečné kvalifikaci v Poznani postup o jediné místo unikl dvojskifu lehkých vah a dvojce bez kormidelníka, ve které usiloval o své šesté olympijské hry Václav Chalupa. Ten nakonec se svým kolegou Jakubem Makovičkou získal divokou kartu pro start poté, co rakouský olympijský výbor nenominoval svou posádku.

### Vodní pólo
Dvanáct šťastných týmů mužů a osm žen ve vodním pólu bylo až na čtyři výjimky známých už ke konci roku 2007.
Do turnaje mužů vedle Číny postoupily nejprve tři nejlepší týmy z mistrovství světa v plaveckých sportech 2007 v Melbourne (Chorvatsko, Maďarsko a Španělsko). Později se přidal vítěz Světové ligy Srbsko a vítězové kontinentálních šampionátů a kvalifikací (v Evropě z Bratislavy muži Černé Hory). Turnaj na Afrických hrách se ale nekonal kvůli nedostatku zájmu. V březnu 2008 přibyly tři nejlepší týmy z kvalifikace v rumunské Oradei.
Mezi ženami jsou zatím kvalifikované týmy Číny, Nizozemska (z evropské kvalifikace v ruském Kiriši) a USA z Panamerických her. V prosinci byl doplněn vítěz oceánské kvalifikace a závěrečný turnaj, z něhož postoupily tři další týmy, proběhl v italském Terstu v únoru 2008. České hráčky ho absolvovaly bez výhry.

### Volejbal
Systém kvalifikace na volejbalové olympijské turnaje (12 týmů mužů a žen) byl komplikovaný. Kromě již jistého účastníka Číny dostala první šanci družstva startující na Světovém poháru v listopadu 2007 (v Tokiu pro muže a Nagoji pro ženy), z nichž postoupily první tři týmy. Neúspěšné týmy pak mohly projít kontinentálními kvalifikacemi, z nichž ale postupovali pouze vítězové. Poslední tři týmy vzešly ze světových kvalifikačních turnajů (tzv. Světového poháru), které se uskutečnily na konci května 2008 a byly určené pro pozvané dosud nekvalifikované týmy. Muži se střetli na třech různých místech (Japonsko, Portugalsko a Düsseldorf v Německu) a postoupil vždy jen vítěz, ženy měly turnaj na jednom místě v Japonsku (společně s asijským kvalifikačním turnajem), z něhož postoupily tři týmy.
České ženy se z mistrovství Evropy v Belgii probojovaly do první fáze evropského kvalifikačního turnaje, ale po neúspěchu v Eindhovenu už do závěrečné fáze kvalifikace v Halle v lednu 2008 nezasáhly. Čeští muži sice na mistrovství Evropy v Rusku chyběli, ale i oni se probojovali do první fáze evropského kvalifikačního turnaje, v ní ale ve finále prohráli s Německem a byli vyřazeni.

#### Plážový volejbal
Turnaje v plážovém volejbale se zúčastnilo 24 dvojic mužů a 24 dvojic žen. Jistou účast měla jedna dvojice mužů a jedna žen Číny. Dalších 23 párů bylo s přihlédnutím k zastoupení všech kontinentů a k maximální účasti dvou dvojic z jedné země v každé kategorii vybráno ze světového žebříčku platnému k 21. červenci 2008.

### Vzpírání
Až na poslední šance pro jednotlivce rozhodovalo o kvalifikaci ve vzpírání vždy pořadí družstev. Každá země mohla zapsat do každé kategorie maximálně dva borce. Čína mohla postavit podle uvážení šest mužů a čtyři ženy. Nejpočetnější část byla rozdělena mezi země zúčastněné na mistrovství světa 2006 v Santo Domingu a 2007 v Čiang Mai v Thajsku. Z vzniklého společného pořadí zemí podle výsledků mužů mohly státy na 1. až 6. místě vyslat na olympijské hry maximálně šest vzpěračů, další až po 27. tým pak postupně pět až tři. U žen dostalo nejsilnějších devět zemí právo na čtyři reprezentantky až po 17. zemi se dvěma reprezentantkami. Vzniklé žebříčky zveřejnila Mezinárodní vzpěračská federace. Země se pak ještě od března do dubna 2008 mohly zúčastnit kontinentálních kvalifikací (v Evropě v dubnu v Římě), kde ale vybojovalo účastnická místa maximálně pět zemí. 31. května 2008 byl uzavřen olympijský kvalifikační žebříček jednotlivců, z něhož postoupilo individuálně ještě osm mužů a sedm žen ze zemí dosud nekvalifikovaných a dalších šest vzpěračů a čtyři vzpěračky dostali osobní pozvání. Celkově se tak olympijských her zúčastnilo 170 vzpěračů a 90 vzpěraček.
Česká republika obsadila v žebříčku mužů na mistrovství světa 42. a v žebříčku žen 34. místo, ale neuspěla ani na mistrovství Evropy. Nakonec se v Pekingu představil alespoň Libor Wälzer, protože Česko dostalo od světové vzpěračské federace IWF divokou kartu.

### Zápas
Do soutěží zápasníků ve volném stylu mužů a žen a ve stylu řecko-římském mohl zasáhnout z každé země jeden borec do každé kategorie. Na mistrovství světa v Baku v září 2007 se rozhodovalo o prvních kvalifikovaných, postoupilo prvních osm z každé kategorie. Od února do dubna 2008 se konaly kontinentální šampionáty, z mistrovství Evropy v Tampere postoupil v každé kategorii jeden zápasník. V květnu se v každé disciplíně uskutečnily dva dodatečné olympijské kvalifikační turnaje (v Tunisu a Novém Sadu pro řecko-římský zápas, v Martigny a ve Varšavě pro volný styl mužů a v Edmontonu a Haparandě pro volný styl žen). Postupovali u mužů z prvního turnaje čtyři a z druhého tři zápasníci, u žen z obou turnajů dvě zápasnice. Dodatečně bylo doplněno pole startujících sedmi divokými kartami.
Z MS 2007 se kvalifikoval jediný český zápasník Marek Švec.

## Přehled kvalifikovaných českých sportovců
V oficiální nominaci Českého olympijského výboru schválené 16. července 2008 bylo 130 sportovců, později počet narostl na 134 jmen:
| Sport                         | Disciplína                                           | Jméno                                                   | Způsob kvalifikace                                                           |
| ----------------------------- | ---------------------------------------------------- | ------------------------------------------------------- | ---------------------------------------------------------------------------- |
| Atletika (29)                 | Skok do výšky mužů                                   | Jaroslav Bába                                           | limit A                                                                      |
| Atletika (29)                 | Skok do výšky mužů                                   | Tomáš Janků                                             | limit A                                                                      |
| Atletika (29)                 | Skok do výšky žen                                    | Iva Straková                                            | limit A                                                                      |
| Atletika (29)                 | Skok do výšky žen                                    | Romana Dubnova                                          | limit A                                                                      |
| Atletika (29)                 | Skok o tyči mužů                                     | Jan Kudlička                                            | limit A                                                                      |
| Atletika (29)                 | Skok o tyči mužů                                     | Štěpán Janáček                                          | limit A                                                                      |
| Atletika (29)                 | Skok o tyči žen                                      | Kateřina Baďurová                                       | limit ČAS                                                                    |
| Atletika (29)                 | Chůze na 20 km žen                                   | Zuzana Schindlerová                                     | limit A                                                                      |
| Atletika (29)                 | Chůze na 50 km mužů                                  | Roman Bílek                                             | limit A                                                                      |
| Atletika (29)                 | Hod oštěpem žen                                      | Barbora Špotáková                                       | limit A                                                                      |
| Atletika (29)                 | Hod oštěpem žen                                      | Jarmila Klimešová                                       | limit A                                                                      |
| Atletika (29)                 | Hod oštěpem mužů                                     | Vítězslav Veselý                                        | limit ČAS                                                                    |
| Atletika (29)                 | Vrh koulí mužů                                       | Petr Stehlík                                            | limit ČAS                                                                    |
| Atletika (29)                 | Hod kladivem žen                                     | Lenka Ledvinová                                         | limit ČAS                                                                    |
| Atletika (29)                 | Hod kladivem mužů                                    | Lukáš Melich                                            | limit ČAS                                                                    |
| Atletika (29)                 | Hod diskem mužů                                      | Jan Marcell                                             | limit ČAS                                                                    |
| Atletika (29)                 | Hod diskem žen                                       | Věra Cechlová                                           | limit A                                                                      |
| Atletika (29)                 | 800 m mužů                                           | Jakub Holuša                                            | limit ČAS                                                                    |
| Atletika (29)                 | 400 m mužů                                           | Rudolf Götz                                             | limit ČAS                                                                    |
| Atletika (29)                 | 200 m mužů                                           | Jiří Vojtík                                             | limit ČAS                                                                    |
| Atletika (29)                 | 100 m mužů                                           | Lukáš Milo                                              | limit ČAS                                                                    |
| Atletika (29)                 | 100 m překážek žen                                   | Lucie Škrobáková                                        | limit A                                                                      |
| Atletika (29)                 | 110 m překážek mužů                                  | Petr Svoboda                                            | limit A                                                                      |
| Atletika (29)                 | 110 m překážek mužů                                  | Stanislav Sajdok                                        | limit A                                                                      |
| Atletika (29)                 | dálka mužů                                           | Roman Novotný                                           | limit A                                                                      |
| Atletika (29)                 | trojskok žen                                         | Martina Šestáková                                       | limit ČAS                                                                    |
| Atletika (29)                 | Desetiboj mužů                                       | Roman Šebrle                                            | limit                                                                        |
| Atletika (29)                 | Sedmiboj žen                                         | Denisa Ščerbová                                         | limit A                                                                      |
| Atletika (29)                 | 400 m překážek žen                                   | Zuzana Hejnová                                          | limit A                                                                      |
| Badminton (2)                 | Dvouhra mužů                                         | Petr Koukal                                             | ze žebříčku BWF                                                              |
| Badminton (2)                 | Dvouhra žen                                          | Kristína Ludíková                                       | ze žebříčku BWF                                                              |
| Basketbal (1 tým = 12 hráček) | turnaj žen                                           | Česko                                                   | ze závěrečného kvalifikačního turnaje                                        |
| Cyklistika (12)               | Horská kola, muži                                    | Jaroslav Kulhavý                                        | podle žebříčku zemí UCI                                                      |
| Cyklistika (12)               | Horská kola, ženy                                    | Tereza Huříková                                         | podle žebříčku zemí UCI                                                      |
| Cyklistika (12)               | Silniční cyklistika — závod s hromadným startem      | Roman Kreuziger, Petr Benčík                            | podle žebříčku UCI ProTour, jmenovitá nominace ČSC                           |
| Cyklistika (12)               | Dráhová cyklistika - stíhací závod a bodovací závod  | Lada Kozlíková                                          | ze světového žebříčku na zemi                                                |
| Cyklistika (12)               | Dráhová cyklistika - bodovací závod dvojic (madison) | Milan Kadlec a Alois Kaňkovský                          | ze světového žebříčku, jmenovitá nominace ČSC                                |
| Cyklistika (12)               | Dráhová cyklistika - bodovací závod mužů             | 1 muž (Kadlec)                                          | z dvojice startující v madisonu                                              |
| Cyklistika (12)               | Dráhová cyklistika - týmový sprint                   | Tomáš Bábek, Denis Špička, Adam Ptáčník                 | ze světového žebříčku, jmenovitá nominace ČSC                                |
| Cyklistika (12)               | Dráhová cyklistika - sprint                          | 1 muž                                                   | z trojice startující v týmovém sprintu                                       |
| Cyklistika (12)               | Dráhová cyklistika - keirin                          | 1 muž                                                   | z trojice startující v týmovém sprintu                                       |
| Cyklistika (12)               | BMX - závod mužů                                     | Michal Prokop                                           | ze světového žebříčku zemí, jmenovitá nominace ČSC                           |
| Cyklistika (12)               | BMX - závod žen                                      | Jana Horáková                                           | ze světového žebříčku zemí, jmenovitá nominace ČSC                           |
| Džudo (2)                     | do 60 kg mužů                                        | Pavel Petřikov                                          | postup z evropského kvalifikačního žebříčku                                  |
| Džudo (2)                     | do 73 kg mužů                                        | Jaromír Ježek                                           | postup z evropského kvalifikačního žebříčku                                  |
| Gymnastika (3)                | Sportovní gymnastika                                 | Kristýna Pálešová                                       | umístění družstva na 16. místě na MS ("na zemi") - jmenovitá nominace po MČR |
| Gymnastika (3)                | Sportovní gymnastika                                 | Martin Konečný                                          | kvalifikovaný na jméno z víceboje jednotlivců                                |
| Gymnastika (3)                | Skoky na trampolíně                                  | Lenka Popkin                                            | kvalifikovaná z MS (pro zemi)                                                |
| Jachtink (4)                  | třída Finn                                           | Michael Maier                                           | postup z MS (pro zemi)                                                       |
| Jachtink (4)                  | třída Laser                                          | Martin Trčka                                            | postup z MS (pro zemi)                                                       |
| Jachtink (4)                  | třída 470 žen                                        | Lenka Šmídová a Lenka Mrzílková                         | postup z MS (pro zemi)                                                       |
| Jezdectví (1+1)               | všestrannost                                         | Jaroslav Hatla a klisna Karla                           | původně náhradník, převzal uvolněné místo                                    |
| Lukostřelba (2)               | Soutěž žen                                           | Barbora Horáčková                                       | postup z celosvětové kvalifikace                                             |
| Lukostřelba (2)               | soutěž mužů                                          | Martin Bulíř                                            | postup pro zemi vybojoval v celosvětové kvalifikaci Milan Andreas            |
| Moderní pětiboj (3)           | muži                                                 | David Svoboda                                           | postup z ME na jméno                                                         |
| Moderní pětiboj (3)           | muži                                                 | Libor Capalini                                          | postup ze světového žebříčku                                                 |
| Moderní pětiboj (3)           | ženy                                                 | Lucie Grolichová                                        | postup ze světového žebříčku                                                 |
| Plavání (10)                  | 100 m volný způsob                                   | Jana Klusáčková                                         | limit ČSPS (též limit B FINA) na jméno                                       |
| Plavání (10)                  | 200 m volný způsob                                   | Květoslav Svoboda                                       | limit ČSPS (též limit B FINA) na jméno                                       |
| Plavání (10)                  | 400 m volný způsob                                   | Květoslav Svoboda                                       | limit ČSPS (též limit B FINA) na jméno                                       |
| Plavání (10)                  | 100 m prsa                                           | Jiří Jedlička                                           | limit A FINA na jméno                                                        |
| Plavání (10)                  | 200 m prsa                                           | Jiří Jedlička                                           | limit ČSPS (též limit B FINA) na jméno                                       |
| Plavání (10)                  | 100 m znak                                           | Petra Klosová                                           | limit ČSPS (též limit B FINA) na jméno                                       |
| Plavání (10)                  | 50 m volný způsob                                    | Sandra Kazíková                                         | limit ČSPS (též limit B FINA) na jméno                                       |
| Plavání (10)                  | 200 m polohový závod                                 | Tomáš Fučík                                             | limit ČSPS (též limit B FINA) na jméno                                       |
| Plavání (10)                  | 100 m motýlek                                        | Pavel Rubáček                                           | limit ČSPS (též limit B FINA) na jméno                                       |
| Plavání (10)                  | 100 m volný způsob                                   | Martin Verner                                           | limit ČSPS (též limit B FINA) na jméno                                       |
| Plavání (10)                  | Dálkové plavání ženy                                 | Jana Pechanová                                          | postup z MS 2008                                                             |
| Plavání (10)                  | Dálkové plavání muži                                 | Rostislav Vítek                                         | postup z olympijské kvalifikace                                              |
| Rychlostní kanoistika (2)     | deblkajak žen                                        | Michala Mrůzková, Jana Blahová                          | postup z ME 2008 (pro zemi)                                                  |
| Sportovní střelba (13)        | sportovní malorážka 3x40 ran                         | Tomáš Jeřábek                                           | postup z ME 2007 (pro zemi)                                                  |
| Sportovní střelba (13)        | sportovní malorážka vleže                            | Miroslav Varga                                          | postup z ME 2007 (pro zemi) ale vybojoval Petr Šmol                          |
| Sportovní střelba (13)        | vzduchová puška                                      | Václav Haman                                            | postup ze SP (pro zemi)                                                      |
| Sportovní střelba (13)        | libovolná pistole                                    | Martin Tenk                                             | postup ze SP (pro zemi)                                                      |
| Sportovní střelba (13)        | rychlopalná pistole                                  | Martin Podhráský                                        | postup ze SP (pro zemi)                                                      |
| Sportovní střelba (13)        | rychlopalná pistole                                  | Martin Strnad                                           | postup z ME (pro zemi)                                                       |
| Sportovní střelba (13)        | trap                                                 | David Kostelecký                                        | postup z MS 2006 (pro zemi)                                                  |
| Sportovní střelba (13)        | skeet                                                | Jan Sychra                                              | postup z ME 2007 (pro zemi)                                                  |
| Sportovní střelba (13)        | sportovní malorážka 3x20 ran                         | Adéla Sýkorová                                          | postup ze SP (pro zemi) ale vybojovala Lucie Valová                          |
| Sportovní střelba (13)        | vzduchová puška vleže                                | Kateřina Kůrková-Emmons                                 | postup ze SP (pro zemi)                                                      |
| Sportovní střelba (13)        | vzduchová puška vleže                                | Pavla Kalná                                             | postup ze SP (pro zemi)                                                      |
| Sportovní střelba (13)        | sportovní pistole                                    | Michaela Musilová                                       | postup z ME 2007 (pro zemi) ale vybojovala Petra Hyková                      |
| Sportovní střelba (13)        | vzduchová pistole                                    | Lenka Marušková                                         | postup z MS 2006 (pro zemi)                                                  |
| Stolní tenis (2)              | dvouhra mužů                                         | Petr Korbel                                             | postup z olympijského kvalifikačního turnaje v Budapešti                     |
| Stolní tenis (2)              | dvouhra žen                                          | Dana Hadačová                                           | postup z olympijského kvalifikačního turnaje v Budapešti                     |
| Synchronizované plavání (2)   | duet                                                 | Soňa Bernardová, Alžběta Dufková                        | postup z olympijské kvalifikace v Pekingu                                    |
| Tenis (11)                    | Dvouhra + Čtyřhra žen                                | Nicole Vaidišová                                        | ze žebříčku WTA                                                              |
| Tenis (11)                    | Dvouhra + Čtyřhra žen                                | Lucie Šafářová                                          | ze žebříčku WTA                                                              |
| Tenis (11)                    | Dvouhra + Čtyřhra žen                                | Iveta Benešová                                          | ze žebříčku WTA                                                              |
| Tenis (11)                    | Dvouhra + Čtyřhra žen                                | Petra Kvitová                                           | na pozvání ITF                                                               |
| Tenis (11)                    | Dvouhra žen                                          | Klára Zakopalová                                        | ze žebříčku WTA                                                              |
| Tenis (11)                    | Dvouhra + Čtyřhra mužů                               | Tomáš Berdych                                           | ze žebříčku ATP                                                              |
| Tenis (11)                    | Dvouhra + Čtyřhra mužů                               | Radek Štěpánek                                          | ze žebříčku ATP                                                              |
| Tenis (11)                    | Dvouhra mužů                                         | Ivo Minář                                               | ze žebříčku ATP                                                              |
| Tenis (11)                    | Dvouhra mužů                                         | Jiří Vaněk                                              | ze žebříčku ATP                                                              |
| Tenis (11)                    | Čtyřhra mužů                                         | Pavel Vízner                                            | ze žebříčku ATP                                                              |
| Tenis (11)                    | Čtyřhra mužů                                         | Martin Damm                                             | na pozvání ITF                                                               |
| Triatlon (3)                  | muži                                                 | Filip Ospalý                                            | postup ze světového žebříčku (pro zemi)                                      |
| Triatlon (3)                  | ženy                                                 | Lenka Zemanová                                          | postup ze světového žebříčku (pro zemi)                                      |
| Triatlon (3)                  | ženy                                                 | Vendula Frintová                                        | postup ze světového žebříčku (pro zemi)                                      |
| Veslování (14)                | skif mužů                                            | Ondřej Synek                                            | postup z MS (pro zemi)                                                       |
| Veslování (14)                | párová čtyřka mužů                                   | David Jirka, Tomáš Karas, Jakub Hanák,Petr Vitásek      | postup z MS (pro zemi)                                                       |
| Veslování (14)                | dvojka bez kormidelníka mužů                         | Václav Chalupa, Jakub Makovička                         | divoká karta FISA                                                            |
| Veslování (14)                | čtyřka bez kormidelníka mužů                         | Michal Horváth, Jan Gruber, Milan Bruncvík, Karel Neffe | postup z MS (pro zemi)                                                       |
| Veslování (14)                | skif žen                                             | Miroslava Knapková                                      | postup z MS (pro zemi)                                                       |
| Veslování (14)                | dvojskif žen                                         | Jitka Antošová, Gabriela Vařeková                       | postup z MS (pro zemi)                                                       |
| Vodní slalom (5)              | Kajak jednotlivců                                    | Vavřinec Hradilek                                       | postup z MS ale vybojoval Ivan Pišvejc                                       |
| Vodní slalom (5)              | Kanoe jednotlivců                                    | Stanislav Ježek                                         | postup z MS pro zemi ale vybojoval Jan Mašek                                 |
| Vodní slalom (5)              | Deblkanoe                                            | Jaroslav Volf, Ondřej Štěpánek                          | postup z MS pro zemi, místo potvrzené v domácí kvalifikaci                   |
| Vodní slalom (5)              | Kajak jednotlivkyň                                   | Štěpánka Hilgertová                                     | postup z MS pro zemi, místo potvrzené v domácí kvalifikaci                   |
| Vzpírání (1)                  | do 105 kg                                            | Libor Wälzer                                            | divoká karta IWF                                                             |
| Zápas (1)                     | Řecko-římský zápas                                   | Marek Švec                                              | postup z MS (na jméno)                                                       |

Kvalifikační kritéria českých svazů splnili také další sportovci, kteří se ale Her nezúčastní. Jde o výškařku Barboru Lalákovou (zranění), tyčkařku Pavlu Hamáčkovou (těhotenství) a lukostřelce Milana Andrease (dopingový nález).